# Spiritualisme (philosophie)
Pour les articles homonymes, voir Spiritualisme.
Le spiritualisme est un courant philosophique qui affirme la supériorité ontologique de l'esprit sur la matière. Il proclame également l'existence de valeurs spirituelles et morales. En contexte anglophone, le spiritualisme est généralement connu sous le nom d'idéalisme objectif. Contrairement à l'idéalisme subjectif, l'idéalisme objectif accorde une forme d'existence à la matière, mais non une consistance propre. 
Il convient de ne pas confondre spiritualisme et spiritualité : la spiritualité est entendue entre autres comme recherche d'une vie bonne et vertueuse. Elle peut être l'objet de doctrines aussi bien spiritualistes que matérialistes, telle que, par exemple, le stoïcisme.

## Définition et courants
Le spiritualisme dualiste tend à affirmer l'existence de deux réalités : la réalité matérielle et la réalité spirituelle, nommant cette dernière « âme » ou « esprit ». René Descartes en est un représentant majeur.
Le spiritualisme moniste affirme que seul l'esprit a une réalité propre, la matière étant dérivée ou n'ayant d'existence que négative. Le panpsychisme en est une version. Un tel spiritualisme se trouve notamment chez Plotin.
L'immortalité de l'âme individuelle est une thèse fondamentale chez les spiritualistes ; on la retrouve tout d'abord chez Platon, dans son ouvrage intitulé Phédon, ainsi que chez Marsile Ficin. Le spiritualisme peut avoir un caractère laïque, comme chez Hegel ou Bergson. 
Le spiritualisme, à l'inverse du matérialisme, admet l'existence d'une âme, de Dieu qui est un pur esprit, d'une vie après la mort, et de façon générale d'un esprit indépendant du corps et de la matière. En ce sens, la plupart des philosophes du judaïsme, du christianisme ou de l'islam sont spiritualistes, comme Maïmonide, Thomas d'Aquin ou Ibn Arabi. Ils n'utilisent cependant pas généralement ce terme pour qualifier leur propre philosophie.

Le philosophe Jean-Louis Vieillard-Baron établit quatre critères pour définir le spiritualisme, que Jean-Louis Schlegel présente ainsi : 
« À quoi reconnaît-on un penseur spiritualiste ? J.-L. Vieillard-Baron distingue quatre traits majeurs : la visée de la transcendance, comme recherche philosophique de l’absolu mais hors de toute Église (le christianisme, oui – ou non –, mais l’Église, jamais) ; la « compréhension métaphysique de l’esprit », qui le distingue de la matière ou de la nature ; la « liberté spirituelle », présente dans la conscience humaine (l’idéalisme serait une philosophie du sujet, le spiritualisme une philosophie de la conscience) ; la « notion d’âme », qui ouvre en réalité à un vaste monde « spirituel », aux frontières mouvantes. Sans surprise, ils sont combattus par les positivistes et les scientistes, mais plus encore peut-être par des républicains et des socialistes (comme Proudhon ou Leroux) – alors qu’ils ne sont pas tous dépourvus d’engagements politiques et sociaux. Les critères relevés ne sont pas absolus ni partagés par tous, ou par tous au même degré et tout au long de leur vie ; du reste, tous sont loin de se dire « spiritualistes ». »
Le spiritualisme s'oppose au matérialisme et au physicalisme, c'est-à-dire à toute philosophie qui prétend que l'on peut expliquer les phénomènes spirituels et psychiques par des causes strictement matérielles, comme l'estiment Épicure, Karl Marx ou Jean-Pierre Changeux. L'esprit a toujours pour le spiritualiste la préséance sur la matière, et il ne peut pas être réduit à des mécanismes physico-chimiques ou biologiques.